# Raymond Hild
Raymond Hild, más conocido como Max Hild (Weyersheim, 4 de diciembre de 1932 - ibídem, 26 de marzo de 2014), fue un entrenador, jugador, director de centro de formación y director deportivo de fútbol francés.

## Biografía
Debutó como futbolista con el FC Wittisheim en 1950 a los 16 años de edad, un año antes de irse al Racing Estrasburgo, que militaba en la Ligue 1 en aquel entonces. Tras descender en 1952 a la Ligue 2 y ascender de nuevo un año después, finalmente en 1956 fue traspasado al FC Bischwiller, que jugaba en el Championnat de France Amateurs. Después de un breve paso por el FC Bischwiller y de jugar nuevo en el FC Wittisheim, Hild fichó por el AS Mutzig, equipo en el que se retiró como futbolista en 1966. Tras retirarse, el mismo club le ofreció el puesto de entrenador, el cual Hild aceptó. Tras ocho años como entrenador del club, el ASPV Strasbourg se hizo con sus servicios por una temporada. Ya en 1978, el Racing Estrasburgo le contrató como director del centro de formación de futbolistas del club por tres años. Después de ese tiempo se convirtió en el primer entrenador del equipo por dos años antes de volver de nuevo a su cargo de director. En 1984 se convirtió en el director deportivo del FC Mulhouse hasta el 1990. Ese mismo año el Racing Estrasburgo le dio el mismo cargo que portó en el Mulhouse hasta 1997, fecha en la que dejó el puesto.
Falleció el 26 de marzo de 2014 en Weyersheim a los 79 años tras sufrir una parada cardiorrespiratoria.

## Clubes

### Como futbolista
| Club               | País    | Año         |
| ------------------ | ------- | ----------- |
| FC Wittisheim      | Francia | 1950 - 1951 |
| Racing Estrasburgo | Francia | 1951 - 1956 |
| FC Bischwiller     | Francia | 1956 - 1957 |
| FC Wittisheim      | Francia | 1957 - 1962 |
| AS Mutzig          | Francia | 1962 - 1966 |

### Como entrenador
| Club               | País    | Año         |
| ------------------ | ------- | ----------- |
| AS Mutzig          | Francia | 1966 - 1974 |
| ASPV Strasbourg    | Francia | 1974 - 1977 |
| SR Haguenau        | Francia | 1977 - 1978 |
| Racing Estrasburgo | Francia | 1980 - 1982 |